# Герберт Фрейденбергер
Гéрберт Фрéйденбергер (англ. Herbert J. Freudenberger), американський психолог німецького походження, відомий як автор терміна «емоційне вигорання» (англ. burnout).

## Біографія
Фрейденбергер народився 26 листопада 1926 року у Франкфурті-на-Майні, Німеччина, у середнього достатку єврейсько-німецькій родині. Його батько був торгівцем великою рогатою худобою, в той час як мати мала три роботи: бухгалтер, домогосподиня та підприємець.
Коли у 1933 році Гітлер прийшов до влади в Німеччині, сім'я Фрейденбергера зіткнулася з переслідуванням з боку нацистів. Після побиття бабусі Фрейденбергера та смерті його дідуся 1938 року він втік до Сполучених Штатів з дозволу батьків і з підробленим паспортом. Через кілька країн Фрейденбергер зрештою прибув до Нью-Йорка, де він швидко вивчив англійську мову та закінчив середню школу з відзнакою. Коли його батьки, нарешті, перебралися в США, Фрейденбергер пішов працювати як учень майстра, щоб підтримати їх, а не переходити до вищої школи.

## Навчання
Не маючи диплома вищої школи і працюючи на заводському виробництві, Фрейденбергер почав відвідувати вечірні заняття в Бруклінському коледжі. У класі психології, він познайомився з Абрахамом Маслоу, який скерував Фрейденбергера в напрямку здобуття ступеня бакалавра психології і був для нього взірцем і наставником. У 1951 році Фрейденбергер отримав ступінь бакалавра з психології в Бруклінському коледжі. Він поступив на навчання з клінічної психології до Нью-Йоркського університету і отримав ступінь магістра в галузі психології в 1952 році, а потім докторський ступінь (PhD) в області психології в 1956 р.

## Кар'єра
Фрейденбергер почав свою власну психолого-психоаналітичну практику в 1958 році, і був у ній дуже успішним. З 1970 по 1999 рік Фрейденбергер був старшим фахівцем та тренером-аналітиком, продовжуючи свою приватну практику. У 1970-х роках Фрейденбергер вирішив допомогти у розвитку вільного клінічного руху, який займався незвичайною на той час справою — лікував наркоманів. Фрейденбергер присвятив цій клініці велику кількість часу, працюючи без оплати. Будучи консультантом, він створив та керував програмами підготовки з питань лікування наркоманії в Архиєпархії Нью-Йорка з 1974 по 1984 рік.
Упродовж своєї кар'єри Фрейденбергер зробив наукові внески, які були визнані в Сполучених Штатах та у всьому світі. Став почесним членом Американської психологічної асоціації в 1972 році. Він також отримав такі нагороди, як премія 'Психолог року' як Американської психологічної асоціації (APA), так і Американського товариства психологів у приватній практиці в 1981 році, Спеціальну премію ім. Карла Ф. Хайсера у 1992 році та інші нагороди.
Фрейденбергер працював у Цільовій групі АПА з питань зловживань речовинами в 1991 році та Радою з професійних питань з 1975-78 років. Він також працював на АПА в Раді представників; там він представляв Відділ незалежної практики 1986-89 рр., і Відділ психотерапії 1974-75 та 1982-84 рр. Він був президентом як відділів психотерапії (1980-81), так і незалежної практики (1982-83), а також Нью-Йоркського товариства клінічних психологів (1965-67 та 1978-79), а також членом правління Національної Академії практики в 1981 році і національним співголовою Національної ради вищої освіти в галузі психології з 1968-74.

## Емоційне вигорання
Його клінічна концепція емоційного вигорання була спочатку розроблена під час роботи у безкоштовних клініках і терапевтичних спільнотах. Фрейденбергер визначає, що емоційне вигорання є 'станом психічного та фізичного виснаження, викликаного професійним життям людини'. Разом з колегою Гейл Норт, Фрейденбергер створив перелік фаз емоційного вигорання.